# جماعة مسلحة
|  | يجري الآن نقاش حول نقل صفحة ميليشيا إلى جماعة مسلحة. جار التوصل إلى اتفاق بشأن النقل في صفحة طلبات النقل. |

الميليشيا أو التنظيم المسلح أو الجماعة المسلحة، هو جيش تشكله عادة قوات غير نظامية من مواطنين، يعملون عادة بأسلوب حرب العصابات، بعكس مقاتلي الجيوش النظامية الجنود المحترفين. أو قد يكونون من ناحية تاريخية مقاتلين ينتمون لطبقات نبيلة مثل الساموراي والفرسان. مع بدايات القرن العشرين، ظهرت ميليشيات يمكن اعتبار أعضائها مقاتلين محترفين مع بقاء حالتهم كـ«مقاتلين وقت جزئي» أو «عند الطلب». ويمكن أن تكون في عدة إطارات:
- قوات تابعة للجيش النظامي كما الحال في الصين أو سويسرا.
- منظمات مسلحة تابعة لأحزاب أو حركات سياسية، مثلًا حزب الله اللبناني.[5][6]
- قوات دفاعية يقع تشكيلها من طرف سلطات أو مواطني منطقة سكنية أو جغرافية محددة في إطار جهوي أو ديني وقد تكون مدعومة أو معاقبة من السلطات.